# Table des caractères Unicode/U0B80
Cette page contient des caractères spéciaux ou non latins. S’ils s’affichent mal (▯, ?, etc.), consultez la page d’aide Unicode.
Table des caractères Unicode U+0B80 à U+0BFF (2 944 à 3 071 en décimal).

## Tamoul(Unicode 1.1 à 5.1)
Caractères utilisés pour l’écriture avec l’alphasyllabaire (ou abugida) tamoul : signe diacritique divers, symbole divers, voyelles indépendantes, consonnes de base, voyelles diacritiques simples, voyelles diacritiques scindées, virâma (ou poulli), signe diacritique divers, symbole divers, chiffres décimaux, nombres, symboles calendaires, symboles comptables, symbole monétaire, symbole clérical.
Les caractères U+0B82 (inusité en tamoul), U+0BBE à U+0BCD et U+0BD7 sont des signes diacritiques se combinant avec le caractère qu’ils suivent ; ils sont présentés ici combinés avec la lettre tamoule pa « ப » (U+0BAA).
Note : les diacritiques voyelles simples U+0BC6 à U+0BC8 doivent impérativement apparaître à gauche de la consonne de base et les diacritiques voyelles scindés U+0BCA à U+0BCC doivent être décomposés et affichés en deux parties, à gauche et à droite de la consonne de base (sinon cela cause des problèmes sérieux d'interprétation du texte à la lecture). Le diacritique U+0BD7 (marque de longueur tamoule aou) n'est normalement utilisé qu'en combinaison avec un premier diacritique U+0BC6 (signe voyelle tamoule e) ou avec la voyelle indépendante e (U+0B94). De plus, de nombreuses polices de caractères tamoules n'affichent pas le chiffre tamoul zéro (U+0BE6) apparu dans Unicode 4.1 après les neuf autres chiffres décimaux (ce chiffre zéro n'existe que pour la numération positionnelle, pas pour la numération tamoule traditionnelle qui utilise des signes différents pour les autres nombres). Enfin, contrairement à ce que semble indiquer certains navigateurs, le caractère U+0B83 n’est pas un diacritique combinant (il n'a pas le rôle d'un visarga), mais un symbole simple.

### Table des caractères
| en fr  | 0 | 1 | 2 | 3 | 4 | 5 | 6 | 7 | 8 | 9 | A | B | C | D | E | F |
| ------ | - | - | - | - | - | - | - | - | - | - | - | - | - | - | - | - |
| U+0B80 |   |   | பஂ | ஃ |   | அ | ஆ | இ | ஈ | உ | ஊ |   |   |   | எ | ஏ |
| U+0B90 | ஐ |   | ஒ | ஓ | ஔ | க |   |   |   | ங | ச |   | ஜ |   | ஞ | ட |
| U+0BA0 |   |   |   | ண | த |   |   |   | ந | ன | ப |   |   |   | ம | ய |
| U+0BB0 | ர | ற | ல | ள | ழ | வ | ஶ | ஷ | ஸ | ஹ |   |   |   |   | பா | பி |
| U+0BC0 | பீ | பு | பூ |   |   |   | பெ | பே | பை |   | பொ | போ | பௌ | ப் |   |   |
| U+0BD0 | ௐ |   |   |   |   |   |   | பௗ |   |   |   |   |   |   |   |   |
| U+0BE0 |   |   |   |   |   |   | ௦ | ௧ | ௨ | ௩ | ௪ | ௫ | ௬ | ௭ | ௮ | ௯ |
| U+0BF0 | ௰ | ௱ | ௲ | ௳ | ௴ | ௵ | ௶ | ௷ | ௸ | ௹ | ௺ |   |   |   |   |   |

### Historique

#### Version initiale Unicode 1.1
| v · d · m | 0 | 1 | 2 | 3 | 4 | 5 | 6 | 7 | 8 | 9 | A | B | C | D | E | F |
| --------- | - | - | - | - | - | - | - | - | - | - | - | - | - | - | - | - |
| U+0B80    |   |   | பஂ | ஃ |   | அ | ஆ | இ | ஈ | உ | ஊ |   |   |   | எ | ஏ |
| U+0B90    | ஐ |   | ஒ | ஓ | ஔ | க |   |   |   | ங | ச |   | ஜ |   | ஞ | ட |
| U+0BA0    |   |   |   | ண | த |   |   |   | ந | ன | ப |   |   |   | ம | ய |
| U+0BB0    | ர | ற | ல | ள | ழ | வ |   | ஷ | ஸ | ஹ |   |   |   |   | பா | பி |
| U+0BC0    | பீ | பு | பூ |   |   |   | பெ | பே | பை |   | பொ | போ | பௌ | ப் |   |   |
| U+0BD0    |   |   |   |   |   |   |   | பௗ |   |   |   |   |   |   |   |   |
| U+0BE0    |   |   |   |   |   |   |   | ௧ | ௨ | ௩ | ௪ | ௫ | ௬ | ௭ | ௮ | ௯ |
| U+0BF0    | ௰ | ௱ | ௲ |   |   |   |   |   |   |   |   |   |   |   |   |   |

#### Compléments Unicode 4.0
| v · d · m | 0 | 1 | 2 | 3 | 4 | 5 | 6 | 7 | 8 | 9 | A | B | C | D | E | F |
| --------- | - | - | - | - | - | - | - | - | - | - | - | - | - | - | - | - |
| U+0BF0    |   |   |   | ௳ | ௴ | ௵ | ௶ | ௷ | ௸ | ௹ | ௺ |   |   |   |   |   |

#### Compléments Unicode 4.1
| v · d · m | 0 | 1 | 2 | 3 | 4 | 5 | 6 | 7 | 8 | 9 | A | B | C | D | E | F |
| --------- | - | - | - | - | - | - | - | - | - | - | - | - | - | - | - | - |
| U+0BB0    |   |   |   |   |   |   | ஶ |   |   |   |   |   |   |   |   |   |
| U+0BE0    |   |   |   |   |   |   | ௦ |   |   |   |   |   |   |   |   |   |

#### Compléments Unicode 5.1
| v · d · m | 0 | 1 | 2 | 3 | 4 | 5 | 6 | 7 | 8 | 9 | A | B | C | D | E | F |
| --------- | - | - | - | - | - | - | - | - | - | - | - | - | - | - | - | - |
| U+0BD0    | ௐ |   |   |   |   |   |   |   |   |   |   |   |   |   |   |   |